# فنیل استالدهید
فنیل استالدهید (به انگلیسی: Phenylacetaldehyde) با فرمول شیمیایی C۸H۸O یک ترکیب شیمیایی با شناسه پاب‌کم ۹۹۸ است. که جرم مولی آن 120.15 g/mol می‌باشد. 